# The Frustrators
The Frustrators es una banda de punk rock formada por Jason Chandler (voz), Terry LINEHAN (guitarra y voz), Art Tedeschi (batería) y Mike Dirnt (bajo, coros). Muchas personas conocen a la banda por la popularidad de su bajista, Mike Dirnt. Los demás miembros de la banda han tocado en grupos reducidos, por ejemplo: Jason Chandler tocó en Violent Anal Death, mientras que Terry Linehan y Art Tedeschi lo hicieron en Waterdog. Jason, Art y Terry son de Nueva Inglaterra, región ubicada al noreste de Estados Unidos, pero más tarde se mudaron a la costa oeste del país, donde conocieron a Mike Dirnt, y decidieron crear The Frustrators.
Lanzan su primer EP Bored In The USA en febrero del 2000, bajo la discográfica Adeline Records. Su segundo lanzamiento Achtung Jackass fue lanzado en el 5 de marzo del 2002 con la misma discográfica. También participaron en la primera compilación de Adeline Records, llamada Might As Well....Can't Dance con la canción "Trout".
La banda lanzará un nuevo EP, titulado Griller, el 15 de febrero de 2011.
El estilo musical de la banda, puede considerarse punk rock con elementos del hard rock y de la new wave.

## Discografía
- Bored in USA:

1. "I Slept With Terry".
2. "Then She Walked Away".
3. "Living In The Real World".
4. "East Bay Or Urden Bay".
5. "You're Only Human".
6. "West Of Texas".
7. "The Great Australian Midget Toss".
8. "Brown Mercury Comet".

- Achtung Jackass:

1. "Hide And Seek".
2. "Stupid".
3. "Frustrators Jingle".
4. "25".
5. "The Crasher".
6. "My Best Friend's Girl".
7. "Pirate Song".
8. "AAA".
9. "The End".
10. "Trout".

- Griller:

1. "Stigma"
2. "West of Texas (Part 2)"
3. "Prettiest Girl"
4. "We Need to Talk (It’s Not You, It’s Us)"